# Fear Factory/Diskografie
Diese Diskografie ist eine Übersicht über die musikalischen Werke der US-amerikanischen Metalband Fear Factory. Den Schallplattenauszeichnungen zufolge hat sie bisher mehr als 590.000 Tonträger verkauft, davon alleine in ihrer Heimat über 500.000. Ihre erfolgreichste Veröffentlichung ist das Studioalbum Obsolete mit über 530.000 verkauften Einheiten.

## Alben

### Studioalben
| Jahr | Titel Musiklabel                         | Höchstplatzierung, Gesamtwochen, AuszeichnungChartplatzierungen (Jahr, Titel, Musiklabel, Platzierungen, Wochen, Auszeichnungen, Anmerkungen) | Höchstplatzierung, Gesamtwochen, AuszeichnungChartplatzierungen (Jahr, Titel, Musiklabel, Platzierungen, Wochen, Auszeichnungen, Anmerkungen) | Höchstplatzierung, Gesamtwochen, AuszeichnungChartplatzierungen (Jahr, Titel, Musiklabel, Platzierungen, Wochen, Auszeichnungen, Anmerkungen) | Höchstplatzierung, Gesamtwochen, AuszeichnungChartplatzierungen (Jahr, Titel, Musiklabel, Platzierungen, Wochen, Auszeichnungen, Anmerkungen) | Höchstplatzierung, Gesamtwochen, AuszeichnungChartplatzierungen (Jahr, Titel, Musiklabel, Platzierungen, Wochen, Auszeichnungen, Anmerkungen) | Anmerkungen                                             |
| Jahr | Titel Musiklabel                         | DE | AT | CH | UK | US | Anmerkungen                                             |
| ---- | ---------------------------------------- | --- | --- | --- | --- | --- | ------------------------------------------------------- |
| 1992 | Soul of a New Machine Roadrunner Records | — | — | — | — | — | Erstveröffentlichung: 25. August 1992                   |
| 1995 | Demanufacture Roadrunner Records         | DE31 (10 Wo.)DE | — | — | UK27 Silber · (2 Wo.)UK | — | Erstveröffentlichung: 13. Juni 1995 Verkäufe: + 60.000  |
| 1998 | Obsolete Roadrunner Records              | DE12 (6 Wo.)DE | AT24 (9 Wo.)AT | — | UK20 (3 Wo.)UK | US77 Gold · (9 Wo.)US | Erstveröffentlichung: 28. Juli 1998 Verkäufe: + 535.000 |
| 2001 | Digimortal Roadrunner Records            | DE11 (6 Wo.)DE | AT26 (5 Wo.)AT | CH100 (1 Wo.)CH | UK24 (4 Wo.)UK | US32 (5 Wo.)US | Erstveröffentlichung: 24. April 2001                    |
| 2002 | Concrete Roadrunner Records              | — | — | — | — | — | Erstveröffentlichung: 30. Juli 2002                     |
| 2004 | Archetype Liquid 8                       | DE26 (4 Wo.)DE | AT25 (4 Wo.)AT | — | UK41 (2 Wo.)UK | US30 (5 Wo.)US | Erstveröffentlichung: 20. April 2004                    |
| 2005 | Transgression Calvin Records             | DE37 (2 Wo.)DE | AT44 (3 Wo.)AT | — | UK77 (1 Wo.)UK | US45 (2 Wo.)US | Erstveröffentlichung: 23. August 2005                   |
| 2010 | Mechanize Candlelight Records            | DE31 (3 Wo.)DE | AT46 (2 Wo.)AT | CH70 (1 Wo.)CH | — | US72 (2 Wo.)US | Erstveröffentlichung: 9. Februar 2010                   |
| 2012 | The Industrialist Candlelight Records    | DE27 (1 Wo.)DE | AT56 (1 Wo.)AT | CH44 (1 Wo.)CH | — | US38 (2 Wo.)US | Erstveröffentlichung: 5. Juni 2012                      |
| 2015 | Genexus Nuclear Blast                    | DE17 (2 Wo.)DE | AT25 (2 Wo.)AT | CH18 (1 Wo.)CH | UK31 (1 Wo.)UK | US37 (1 Wo.)US | Erstveröffentlichung: 7. August 2015                    |
| 2021 | Aggression Continuum Nuclear Blast       | DE20 (2 Wo.)DE | AT31 (1 Wo.)AT | CH15 (1 Wo.)CH | UK98 (1 Wo.)UK | — | Erstveröffentlichung: 18. Juni 2021                     |

### Kompilationen
- 2006: The Best of Fear Factory
- 2022: Recoded
- 2023: Re-Industrialized (2 CD, Wiederveröffentlichung mit neuen Tracks)
- 2023: Mechanize (Wiederveröffentlichung mit neuen Bonus Tracks)

### Remixalben
| Jahr | Titel                              | Höchstplatzierung, Gesamtwochen, AuszeichnungChartplatzierungen (Jahr, Titel, Platzierungen, Wochen, Auszeichnungen, Anmerkungen) | Höchstplatzierung, Gesamtwochen, AuszeichnungChartplatzierungen (Jahr, Titel, Platzierungen, Wochen, Auszeichnungen, Anmerkungen) | Höchstplatzierung, Gesamtwochen, AuszeichnungChartplatzierungen (Jahr, Titel, Platzierungen, Wochen, Auszeichnungen, Anmerkungen) | Höchstplatzierung, Gesamtwochen, AuszeichnungChartplatzierungen (Jahr, Titel, Platzierungen, Wochen, Auszeichnungen, Anmerkungen) | Höchstplatzierung, Gesamtwochen, AuszeichnungChartplatzierungen (Jahr, Titel, Platzierungen, Wochen, Auszeichnungen, Anmerkungen) | Anmerkungen                                                  |
| Jahr | Titel                              | DE | AT | CH | UK | US | Anmerkungen                                                  |
| ---- | ---------------------------------- | --- | --- | --- | --- | --- | ------------------------------------------------------------ |
| 1997 | Remanufacture – Cloning Technology | DE93 (1 Wo.)DE | — | — | UK22 (2 Wo.)UK | US158 (1 Wo.)US | Remix des Demanufacture-Albums von verschiedenen Interpreten |

Weitere Remixalben
- 1993: Fear Is the Mindkiller, Front-Line-Assembly-Remixe einiger Tracks von Soul of a New Machine
- 2003: Hatefiles, Kompilation mit Remixen und unveröffentlichten Tracks

### EPs
- 1997: The Gabber Mixes
- 1998: Revolution
- 2001: Linchpin – Special Australian Tour 2001

### Demos
- 1991: Demo 1
- 1991: Demo ’91

## Singles
| Jahr | Titel Album                             | Höchstplatzierung, Gesamtwochen, AuszeichnungChartplatzierungen (Jahr, Titel, Album, Platzierungen, Wochen, Auszeichnungen, Anmerkungen) | Höchstplatzierung, Gesamtwochen, AuszeichnungChartplatzierungen (Jahr, Titel, Album, Platzierungen, Wochen, Auszeichnungen, Anmerkungen) | Höchstplatzierung, Gesamtwochen, AuszeichnungChartplatzierungen (Jahr, Titel, Album, Platzierungen, Wochen, Auszeichnungen, Anmerkungen) | Höchstplatzierung, Gesamtwochen, AuszeichnungChartplatzierungen (Jahr, Titel, Album, Platzierungen, Wochen, Auszeichnungen, Anmerkungen) | Höchstplatzierung, Gesamtwochen, AuszeichnungChartplatzierungen (Jahr, Titel, Album, Platzierungen, Wochen, Auszeichnungen, Anmerkungen) | Anmerkungen |
| Jahr | Titel Album                             | DE | AT | CH | UK | US | Anmerkungen |
| ---- | --------------------------------------- | --- | --- | --- | --- | --- | ----------- |
| 1995 | Dog Day Sunrise Demanufacture           | — | — | — | UK85 (2 Wo.)UK | — |             |
| 1997 | Burn Remanufacture (Cloning Technology) | — | — | — | UK83 (1 Wo.)UK | — |             |
| 1998 | Resurrection Obsolete                   | — | — | — | UK88 (1 Wo.)UK | — | Promo       |
| 1999 | Cars Obsolete                           | — | — | — | UK57 (1 Wo.)UK | — |             |
| 2002 | Linchpin Digimortal                     | — | — | — | UK85 (1 Wo.)UK | — |             |

Weitere Singles
| Jahr | Titel                          | Album                              | Anmerkungen |
| ---- | ------------------------------ | ---------------------------------- | ----------- |
| 1995 | Replica                        | Demanufacture                      |             |
| 1997 | Remanufacture                  | Remanufacture (Cloning Technology) |             |
| 1998 | Shock                          | Obsolete                           | Promo       |
| 2001 | Invisible Wounds (Dark Bodies) | Digimortal                         | Promo       |
| 2004 | Cyberwaste                     | Archetype                          |             |
| 2004 | Archetype                      | Archetype                          |             |
| 2004 | Bite the Hand That Bleeds      | Archetype                          |             |
| 2005 | Supernova                      | Transgression                      |             |
| 2009 | Powershifter                   | Mechanize                          | iTunes      |
| 2010 | Fear Campaign                  | Mechanize                          |             |
| 2012 | Recharger                      | The Industrialist                  |             |
| 2012 | New Messiah                    | The Industrialist                  |             |
| 2012 | The Industrialist              | The Industrialist                  |             |
| 2015 | Soul Hacker                    | Genexus                            |             |
| 2015 | Protomech                      | Genexus                            |             |
| 2015 | Dielectric                     | Genexus                            |             |

## Videoalben
- 2002: Digital Connectivity

## Statistik

### Chartauswertung
|                     | DE     | AT    | CH    | UK    | US    |
| ------------------- | ------ | ----- | ----- | ----- | ----- |
| Nummer-eins-Alben   | DE—DE  | AT—AT | CH—CH | UK—UK | US—US |
| Top-10-Alben        | DE—DE  | AT—AT | CH—CH | UK—UK | US—US |
| Alben in den Charts | DE10DE | AT8AT | CH5CH | UK8UK | US8US |

|                       | DE    | AT    | CH    | UK    | US    |
| --------------------- | ----- | ----- | ----- | ----- | ----- |
| Nummer-eins-Singles   | DE—DE | AT—AT | CH—CH | UK—UK | US—US |
| Top-10-Singles        | DE—DE | AT—AT | CH—CH | UK—UK | US—US |
| Singles in den Charts | DE—DE | AT—AT | CH—CH | UK5UK | US—US |

### Auszeichnungen für Musikverkäufe
| Goldene Schallplatte - Australien - 2002: für das Album Obsolete |

Anmerkung: Auszeichnungen in Ländern aus den Charttabellen bzw. Chartboxen sind in ebendiesen zu finden.
| Land/RegionAuszeichnungen für Musikverkäufe (Land/Region, Auszeichnungen, Verkäufe, Quellen) | Silber  | Gold     | Platin | Verkäufe | Quellen     |
| -------------------------------------------------------------------------------------------- | ------- | -------- | ------ | -------- | ----------- |
| Australien (ARIA)                                                                            | —       | Gold1    | —      | 35.000   | aria.com.au |
| Vereinigte Staaten (RIAA)                                                                    | —       | Gold1    | —      | 500.000  | riaa.com    |
| Vereinigtes Königreich (BPI)                                                                 | Silber1 | —        | —      | 60.000   | bpi.co.uk   |
| Insgesamt                                                                                    | Silber1 | 2× Gold2 | —      |          |             |